# Труд (Саратовская область)
 Труд —поселок в Татищевском районе Саратовской области в составе сельского поселения Сторожевское муниципальное образование.

## География
Находится к северу от близлежащей железнодорожной линии Аткарск-Саратов на расстоянии примерно 13 километров по прямой на восток-юго-восток от районного центра поселка Татищево.

## История
Посёлок был образован в 1927 году переселенцами из села Широкое, организовавшими здесь коллективное хозяйство (отсюда первоначальное название — «Коллектив»). На 1987 год в поселке насчитывалось около полусотни жителей.

## Население
Постоянное население составляло 16 человек в 2002 году (русские 100 %), 29 в 2010.